# Spermacoce baileyana
Spermacoce baileyana är en måreväxtart som beskrevs av Karel Domin. Spermacoce baileyana ingår i släktet Spermacoce och familjen måreväxter. Inga underarter finns listade i Catalogue of Life.